# Akilah Lewis
Akilah Lewis (* 10. Dezember 2000 in Arouca) ist eine Leichtathletin aus Trinidad und Tobago, die sich auf den Sprint spezialisiert hat. Auch ihr jüngerer Bruder Omari Lewis ist als Sprinter aktiv.

## Sportliche Laufbahn
Erste internationale Erfahrungen sammelte Akilah Lewis bei den CARIFTA Games 2016 in St. George’s, bei denen sie in der U18-Altersklasse mit 12,08 s in der Vorrunde im 100-Meter-Lauf ausschied und auch über 200 Meter mit 25,07 s den Finaleinzug verpasste. Zudem gewann sie mit der trinidadisch-tobagischen 4-mal-100-Meter-Staffel in 47,27 s die Bronzemedaille. Im Jahr darauf belegte sie bei den CARIFTA Games in Willemstad in 11,85 s den vierten Platz über 100 Meter und gelangte mit 24,79 s auf Rang sieben im 200-Meter-Lauf. Zudem gewann sie mit der Staffel in 46,49 s die Silbermedaille. Anschließend schied sie bei den Commonwealth Youth Games in Nassau mit 12,24 s im Halbfinale aus. 2018 gewann sie bei den CARIFTA Games in Nassau in der U20-Altersklasse in 11,51 s die Bronzemedaille über 100 Meter und belegte in 24,60 s den siebten Platz über 200 Meter. Im August schied sie dann bei den U20-Weltmeisterschaften in Tampere mit 11,65 s im Halbfinale aus. Im Jahr darauf gewann sie bei den CARIFTA Games in George Town in 11,62 s die Silbermedaille über 100 Meter und belegte über 200 Meter in 24,26 s den siebten Platz. Zudem gewann sie mit der Staffel in 45,11 s die Silbermedaille. Anschließend schied sie bei den U20-Panamerikameisterschaften in San José mit 11,71 s im Vorlauf über 100 Meter aus und belegte mit der Staffel in 45,29 s den vierten Platz. Zudem begann sie im selben Jahr ein Studium an der University of Minnesota in den Vereinigten Staaten. 2022 gewann sie bei den U23-Karibikspielen auf Guadeloupe in 11,55 s die Silbermedaille über 100 Meter hinter der Lucianerin Julien Alfred und siegte dort mit der Staffel in 45,19 s. Anschließend verhalf sie dem Team bei den Commonwealth Games in Birmingham zum Finaleinzug.
2023 belegte sie bei den Zentralamerika- und Karibikspielen in San Salvador in 11,64 s den achten Platz über 100 Meter und gewann mit der Staffel in 43,43 s die Silbermedaille hinter der kubanischen Mannschaft. Anschließend verpasste sie bei den Weltmeisterschaften in Budapest mit 42,85 s den Finaleinzug im Staffelbewerb. Im Jahr darauf wurde sie NCAA-Collegemeisterin in der 4-mal-100-Meter-Staffel. Zudem nahm sie mit der Staffel im August auch an den Olympischen Sommerspielen in Paris teil und schied dort mit 43,99 s im Vorlauf aus.
2023 wurde Lewis Landesmeisterin in der 4-mal-100-Meter-Staffel.

## Persönliche Bestzeiten
- 100 Meter: 11,21 s (+0,7 m/s), 27. Mai 2023 in Sacramento
  - 60 Meter (Halle): 7,19 s, 25. Februar 2023 in Geneva
- 200 Meter: 23,86 s (+0,2 m/s), 8. April 2023 in Tucson